# Osred I
Osred I  was van 705 tot 716 koning van Northumbria.

## Levensloop
Osred was nog een kind toen zijn vader Aldfrith van Northumbria in 704 stierf. Krijgsheer Eadwulf maakte van de situatie gebruik om de troon in te palmen. Dankzij ealdorman Berhtfrith kon Osred tot koning worden gekroond. In zijn jeugdjaren kreeg hij opleiding van bisschop Wilfrid van York.
In 715 werd hij meerderjarig. Volgens de Angelsaksische kroniek sneuvelde hij een jaar later in een veldslag tegen de Picten. Hij werd opgevolgd door Coenred, een afstammeling van Ida van Bernicia.